# Bryoerythrophyllum berthoanum
Bryoerythrophyllum berthoanum là một loài Rêu trong họ Pottiaceae. Loài này được (Thér.) J.A. Jimenez mô tả khoa học đầu tiên năm 2007.